# Василєвка (Ульяновський район)
Василєвка (рос. Васильевка) — село в Ульяновському районі Ульяновської області Російської Федерації.
Населення становить 15 осіб. Входить до складу муніципального утворення Ундоровське сільське поселення.

## Історія
Від 2004 року входить до складу муніципального утворення Ундоровське сільське поселення.

## Населення
| 2010 |
| ---- |
| 15   |